# المباعدة بين الولادات

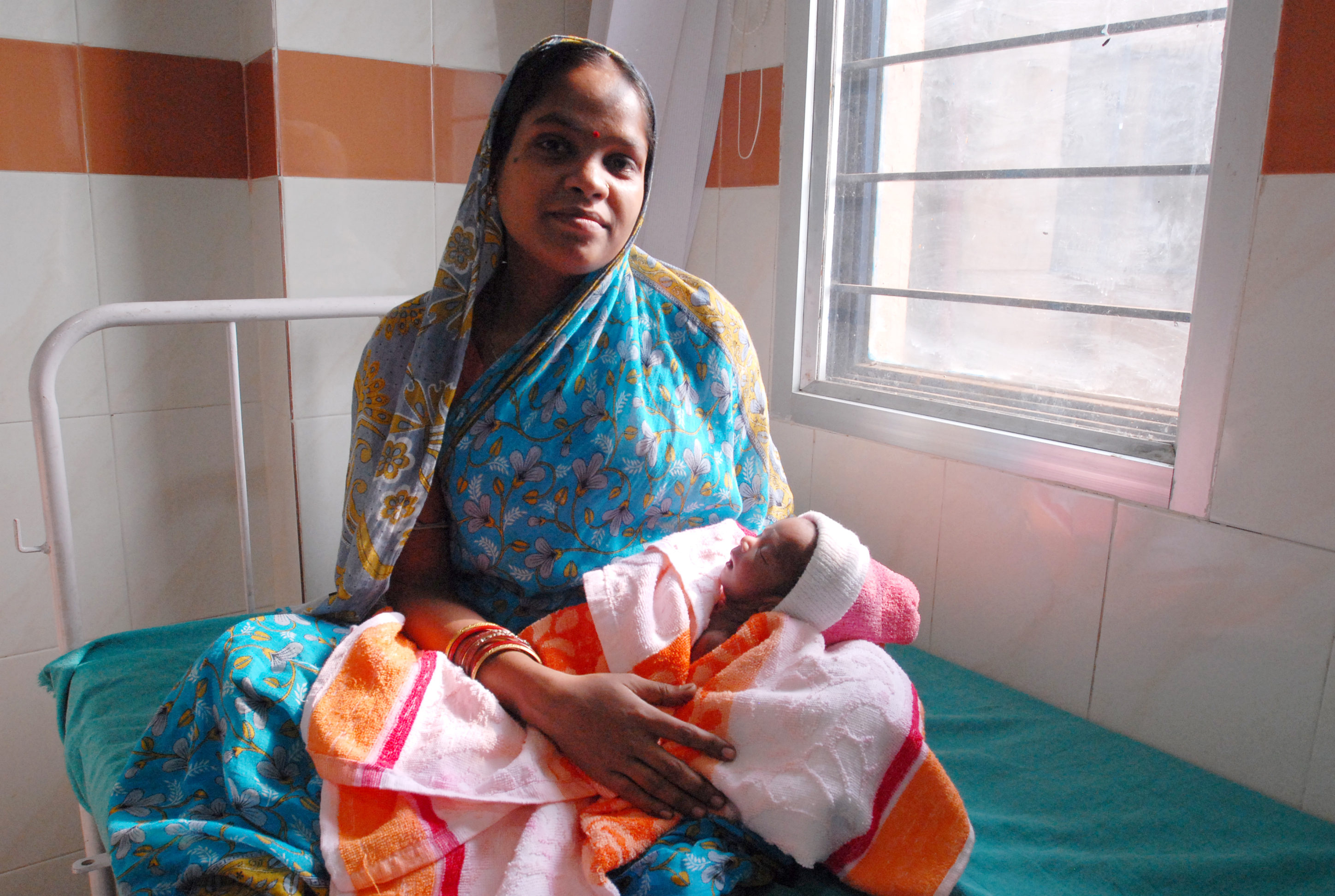
أم مع طفل حديث الولادة في أوديشا

المباعدة بين الولادات أو المباعدة بين الحمل أو فترة ما بين الحمل (بالإنجليزية: Birth spacing)، إلى متى تصبح المرأة حاملًا أو تلد مرة أخرى بعد فترة الحمل السابقة. هناك مخاطر صحية مرتبطة بكل من حالات الحمل الموضوعة معًا وتلك التي يتم وضعها بعيدًا عن بعضها، لكن غالبية المخاطر الصحية ترتبط بالولادات التي تحدث بالقرب من بعضها البعض. توصي مؤسسة "March of Dimes" بفترة لا تقل عن 18 شهرًا قبل الحمل بعد الولادة المهبلية غير المعقدة لرضيع كامل المدة ؛ توصي منظمة الصحة العالمية بـ 24 شهرًا. قد يكون الفاصل الزمني الأقصر مناسبًا إذا انتهى الحمل بالإجهاض، وعادةً ما يكون 6 أشهر. إذا كانت الأم قد خضعت لعملية قيصرية سابقة، فمن المستحسن الانتظار قبل الولادة مرة أخرى بسبب خطر تمزق الرحم في الأم أثناء الولادة، مع توصيات بحد أدنى من الفاصل بين الولادة يتراوح بين سنة إلى ثلاث سنوات. ترتبط فترات الحمل التي تزيد عن 5 سنوات بزيادة خطر الإصابة بتسمم الحمل. إن عبء الصحة العامة العالمية لفترات قصيرة بين الحمل كبير. تنظيم الأسرة يمكن أن يساعد في زيادة فترة ما بين الحمل.

## العوامل المؤثرة في المباعدة بين الولادات

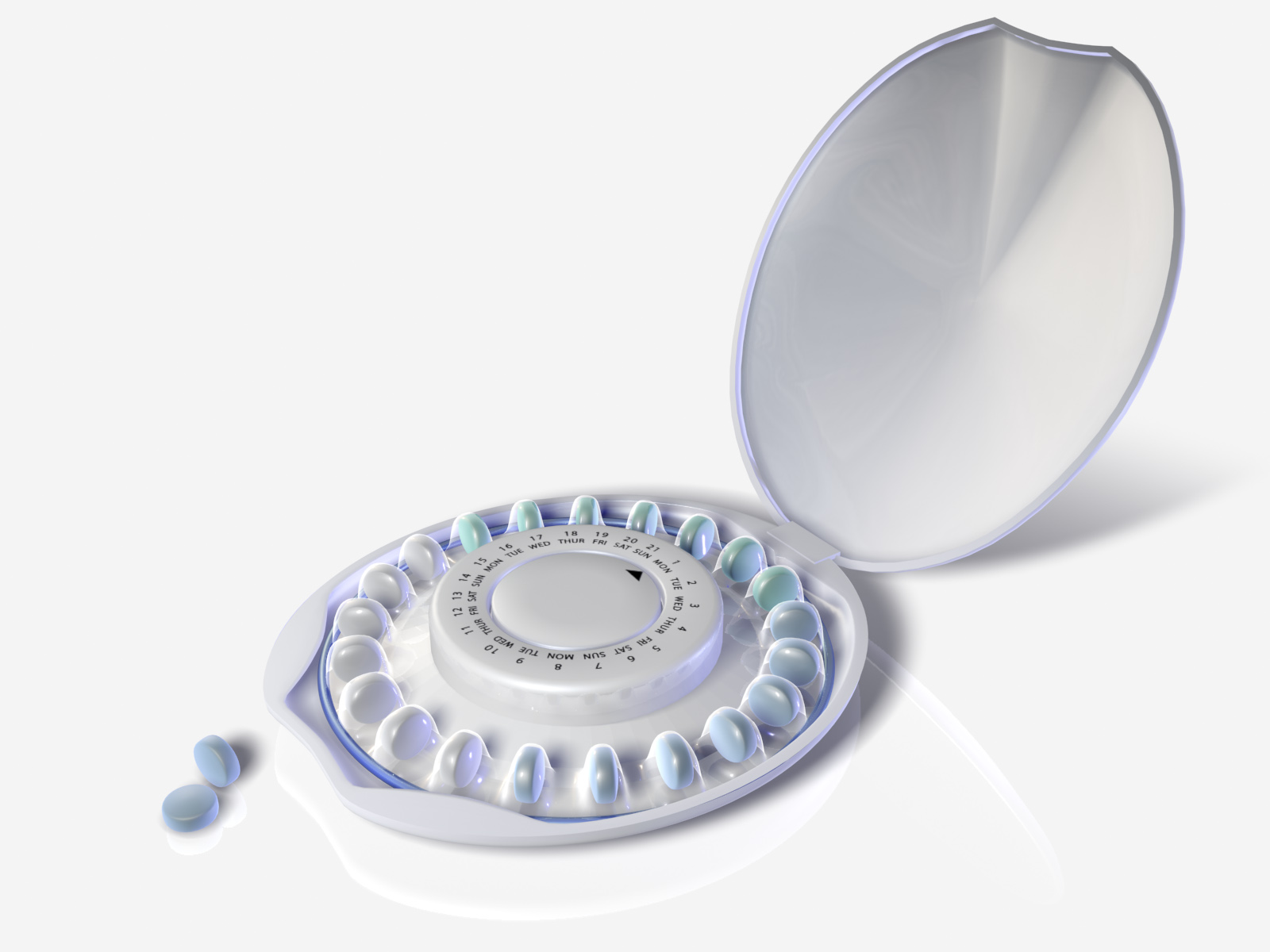
يمكن أن تساعد موانع الحمل، مثل حبوب منع الحمل، في زيادة الفترة الفاصلة بين الحمل، إذا رغبت في ذلك.

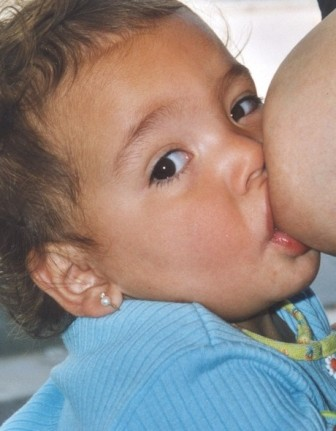
يمكن أن تزيد الرضاعة الطبيعية من الوقت بين الولادات.

تنظيم الأسرة، مثل استخدام وسائل منع الحمل يمكن أن يزيد من فترة ما بين الحمل.يمكن أن تزيد الرضاعة الطبيعية والرضاعة الطبيعية الممتدة أيضًا من المباعدة بين الولادات بسبب انقطاع الطمث.المعتقدات الثقافية والدينية تجاه كل من الجنس واستخدام وسائل منع الحمل، يعد سعر الرعاية الصحية وتوافرها والفقر جميعها عوامل يمكن أن تقلل فترات ما بين الحمل.

## المخاطر الصحية

### فترة قصيرة بين الحمل
يرتبط الفاصل الزمني القصير بين الحمل بزيادة في وفيات الأمهات، ولادة جنين ميت، ووفيات الأطفال.ترتبط الفترة الفاصلة بين الحمل التي تقل عن 18 شهرًا بزيادة خطر الولادة المبكرة.يمكن أن يكون الفاصل الزمني القصير بين الحمل بعد الولادة القيصرية سابقًا مانعا للولادة الطبيعية بعد عملية قيصرية سابقة. في إحدى الدراسات، كانت فترات ما بين الحمل التي تقل عن 6 أشهر مرتبطة بزيادة خطر الإصابة بتمزق الرحم 2-3 مرات، والاعتلال الشديد، ونقل الدم أثناء الولادة الطبيعية لدى الأمهات اللائي لديهن ولادة قيصرية واحدة مسبقا على الأقل.
تكون مضاعفات الفاصل الزمني القصير بين الحمل أقل بعد الإجهاض مقارنة بالحمل كامل المدة.

### فترة طويلة بين الحمل
ترتبط الفترة الفاصلة بين الحمل التي تزيد عن 5 سنوات بزيادة خطر الإصابة بتسمم الحمل.

## الصحة العامة
إن عبء الصحة العامة العالمية لفترات قصيرة بين الحمل كبير. في البلدان النامية، كان الأطفال المولودين قبل عامين أو أكثر، بعد أخوة أكبر منهم، أكثر عرضة بنسبة 60% للوفاة في سن الطفولة، في حين أن الذين ولدوا بين سنتين وثلاث سنوات زادوا بنسبة 10 ٪، مقارنة مع المولودين بعد فترات من أربع إلى خمس سنوات.حددت العديد من المنظمات، بما في ذلك منظمة الصحة العالمية  ومؤسسة بيل وميليندا غيتس، المباعدة بين الولادات كمجال مهم لتدخل الصحة العامة.